# بيركهولدرية داخلية الفطر
بيركهولدرية داخلية الفطر (الاسم العلمي: Burkholderia endofungorum) هي نوع من البكتيريا، سلبية الغرام، تتبع جنس البيركهولدرية.